# StArt Академия
Центр графики, живописи и дизайна StArt Академия — закрытое негосударственное культурно-просветительское учреждение в сфере современного искусства. На пяти этажах центра расположены выставочные залы и студии для проведения художественных мастер-классов. На базе Центра графики, живописи и дизайна «StArt Академия» функционирует «StArtGallery». Выставочная концепция «StArt Gallery» заключается в демонстрации многообразия форм современной художественной практики с акцентом на уникальность, профессионализм и эстетическую значимость экспонируемых произведений. В основе деятельности — разработка идейно-тематического содержания экспозиции. Объектом служат произведения графики, живописи, скульптуры петербургских, региональных и зарубежных художников. По роду деятельности соответствует «Artist-run space» — галерейному пространству, руководимому художниками, воспроизводящему структуру публичной художественной галереи.
Основанный в октябре 2009 года в историческом сердце Санкт-Петербурга Центр проявил себя как площадка для демонстрации классического искусства: экспозиционную площадь получают талантливые студенты и выпускники Академии Художеств (СПбГАИЖСА им. И. Е. Репина), выпускники и педагоги Академии им. А. Л. Штиглица, члены Союза художников Петербурга, а также яркие мастера без принадлежности каким-либо организациям. Отличается космополитическим подходом, что показывает сотрудничество с нонконформистским Арт-Центром «Пушкинская-10». Регулярно проводятся досуговые мероприятия художественного и образовательного характера для представителей бизнеса города: школы MBA, Леди-клуба, для учеников общеобразовательных школ Петербурга: гимназия № 2, школа № 190 с художественным уклоном и др.

## Практические занятия
- «Базовый курс рисунка и живописи», художник А. Ветрогонский
- «Основы рисунка», художник В. Кетов.
- «Основы акварели», художник Е. Заяц.
- «Школа рисования для детей», художник Е. Заяц, художник В. Милованова
- «Секреты масляной живописи», художник И.Дзирвина
- «Базовый курс пастели», художник Е.Дубицкий
- «Основы рисунка и живописи», художник В. Сапрыкин
- «Графика для всех» художник Д. Плаксин
- Искусствоведение, арт-менеджмент: А. Дьяченко, А.Тали.
- Монотипия, художники-монотиписты: В. Бабанов, Е. Заяц.

## Проведены за 2009—2012 годы
| Октябрь 2009  | «Банковский мостик Non-Stop», выставка живописи и мастер-класс по пейзажу круглые сутки. |
| Ноябрь 2009   | «Real Art. Пространства…», живопись: Александра Романова. — Куратор искусствовед Е. Прилашкевич. |
| Ноябрь 2009   | «ОТКРЫТкОСТЬ» фестиваль социального искусства Арт-Собес «Окна М/Ж роста». Куратор О. Давыдова. |
| Ноябрь 2009   | «Возможность чуда», монотипии: Арина Даур |
| Декабрь 2009  | «Соло ржавого металла», живопись, инсталляции: Пётр Рейхет. — Куратор искусствовед И. Мамонова. |
| Декабрь 2009  | «Песок и ветер», графика: Марина Красильникова. |
| Январь 2010   | «Тюлений мостик» - художественно-просветительская акция в защиту ладожской нерпы и балтийского тюленя. — Куратор М. Красильникова. |
| Январь 2010   | «Цветодинамика Касперской», живопись: Ирина Касперская. — Текст - искусствовед М. Шейнина. |
| Февраль 2010  | «Отблеск несбывшихся миров», живопись: Тамара Репина. |
| Февраль 2010  | «Образы и Ню-ансы», графика: Владислав Кетов . |
| Февраль 2010  | «Экспликация регенерации. Photoshopом по классике», компьютерная графика: Давид Плаксин. |
| Март 2010     | «На пиру у Флоры». Тематическая выставка графики, живописи, изделий из стекла и ДПИ петербургских художников. |
| Март 2010     | «Этюды в пастельных тонах», пастели: Дзовинар Бекарян. — Куратор искусствовед Ю. Иваненко. |
| Апрель 2010   | Пятый Международный фестиваль монотипии, посвящённый творчеству Уильяма Блейка. Выставка работ художников-монотипистов России, Украины, Белоруссии, Италии, Сербии, Германии, Испании, США, Финляндии. 1. Персональная выставка монотипии: Валерий Васильевич Бабанов: «Белое. Чёрное». 2. Выставка фотоживописи: «В одно мгновенье видеть вечность». Фотохудожники: Дарья Андреева; Елена Готваник; Ася Немчёнок; Яна Булыжева; Елена Чумакова; Галина Мережко; Валентина Милина; Алена Пахомова; Наталья Юркова. 3. Мемориальная выставка работ и личных вещей Елизаветы Сергеевны Кругликовой (1865 −1941): «Русская парижанка».                                                                              |
| Апрель 2010   | «В плену цветочного барокко», акварели: Галина Горнева. |
| Май 2010      | 1. «Коллекция мастера цветовых перемещений», доски: Игорь Орлов. — Куратор искусствовед М. Шейнина. 2. «Отражение весны», выставка икебана Санкт-Петербургского отделения международной организации Ikebana International «Severnaya Stolitsa» № 263. Школы: Согэцу, Икэнобо. 3. «Полевая почта. Фронтовые письма». Выставка живописи Н. Яссиевича, акварелей Татьяны Яссиевич, посвященная 65 годовщине Победы в Великой Отечественной войне. 4. «Образ и Буква-2». Выставка каллиграфии. Организаторы: Национальный союз каллиграфов, Петербургская Школа каллиграфии. — Куратор Пётр Чобитько. |
| Июнь 2010     | «Филигранность чистого цвета», пастели: Сергей Белоусов. Куратор - Л. Хромова. |
| Июнь 2010     | 1. «Восточная комната», выставка живописи на шелке и рисовой бумаге: Вячеслав Синкевич. 2. «Окошко», выставка живописи: Вера Милованова. |
| Июль 2010     | «Энергия рисующего света», выставка живописи: Мария Васильева. |
| Июль 2010     | «Мир синевзорья», живопись: Инна Антонова. Куратор - Л. Хромова. |
| Сентябрь 2010 | «В момент запечатления», пастель, акварель: Юрий Столяров. |
| Октябрь 2010  | «Мифосфера», графика, монотипия: Марина Красильникова, тексты: Дмитрий Лавров. |
| Ноябрь 2010   | «Цветы и тени», живопись: Рашид Доминов. |
| Ноябрь 2010   | «Акварельная мозаика», выставочный и образовательный проект Санкт-Петербургского общества акварелистов: Владимир Старов, Люся Ковалева-Кондурова, Андрей Корольчук, Сергей Темерев, Юрий Шевчик, Нина Дьякова, Валентина Анопова, Александр Сайков, Файзулла Аминов, Владимир Серебряков, Зинаида Ревчук, Эльмира Мустафина, Евгений Дубицкий, Асия Ганиева-Лаптева и др. В экспозицию проекта включен ретро-раздел – работы мастеров прошлых лет – А. Бенуа и Е. Лансере. В Центре графики, живописи и дизайна «Старт Академия» можно увидеть выставочный проект петербургского общества акварелистов «Акварельная мозаика». В экспозиции — работы традиционных и авангардных стилей мастеров разных поколений. |
| Ноябрь 2010   | Вернисаж памяти Вадима Рохлина (1937-1985) одного из наиболее самобытных представителей неофициального искусства СССР. Представлены не экспонировавшиеся ранее живописные работы художника 1960-х гг. Рисунки, письма, воспоминания современников. |
| Декабрь 2010  | Выставочный проект: «Книга: образ пространства или пространство образа». Творческая мастерская Дмитрия Лаврова. В экспозиции представлены оригинальные авторские переплеты, необычные проекты в области оформления книг, а также инсталляции на тему истории и развития книги как живого организма. Иллюстрации и макеты книг 1960-70 гг. Давида Плаксина, коллекция редких изданий И. и А. Львовских. |
| Январь 2011   | Новогодняя выставка петербургских художников: Антонова Инна, Белоусов Сергей, Красильникова Марина, Овсяников Антон, Столяров Юрий, Горнева Галина, Бекарян Дзовинар, Касаткина Надежда, Луминица Табурца, Дубицкий Евгений. |
| Февраль 2011  | «Натюрморт и прочее...», живопись: Давид Плаксин. |
| Апрель 2011   | 1. «StArt Space» — свободная выставка петербургских фотографов, посвященная 50-летию первого полета человека в космос. В рамках проекта — выставка Рипа Гриффита «Через тернии…» — американского фотографа, музыканта и общественного деятеля. 2. Персональная выставка засл. худ. России, члена-корреспондента Академии Художеств Виктора Семеновича Вильнера. |
| Май 2011      | 1. «Белые ночи Петербурга» Первый фестиваль изобразительного искусства: Анопова В. А., Бекарян Д. А., Боровик В. Л., Брехов Ю. Н., Бусарева М. Ю., Вильнер В. С., Герман Н. Д., Дашкевич Л. Н., Дубицкий Е. В., Елекоева Н. Р., Емельянов В. А., Иваненко Ю. М., Прошкин В. В., Татаренко В. А., Щербань Е., Шевченко М. С., Якуценя Д. В.,. Архипов А. А., Зайко В. В., Гринчель (Рассохина) И. Б., Ветрогонский А. В. 2. «Охота к перемене мест…» Хайкин Роман Борисович |
| Июнь 2011     | «Предмет в пространствах»: Владимир Попов-Масягин, Андрей Геннадиев, Валентин Самарин. |
| Июль 2011     | «Weekend в Париже». Живопись и графика: Оскар Рабин, Кажиро Акаги, Жан-Мишель Матье Мари, Анна Филимонова, Табурца Луминица, Касаткина Надежда, Ирина Касперская, Леднев Валерий Александрович |
| Сентябрь 2011 | «Андрей Харшак купил домик в деревне». Живопись и графика: заслуженный художник России Андрей Александрович Харшак. |
| Октябрь 2011  | «Десюдепорт от Плаксина Давида. Украшения Вашего Дома»: деревянная скульптура, живопись. |
| Октябрь 2011  | «Бесконечные объекты времени». Монотипия, книжная графика, скульптура: Красильникова Марина, Лавров Дмитрий, Пасухин Сергей. |
| Ноябрь 2011   | «Апшеронские мотивы». Живопись: Абдурагимов Хан. |
| Ноябрь 2011   | «Стихия фрактала». Выставка в рамках VI Международного фестиваля монотипии трех столиц: Москва, Хельсинки, Санкт-Петербург. |
| Ноябрь 2011   | «Под солнцем золотым». Выставка петербургских художников Ирины Касперской и Юрия Столярова «Под солнцем золотым…или Результаты движения одной семьи в одном художественном пространстве». |
| Ноябрь 2011   | «Цветовая рифма Байкала» Шихалев Геннадий. Куратор выставки Светлана Матвиенко (Фонд культурных инициатив Pride Media. Когда картину живописец пишет, Когда он замирает и... не дышит, Лик времени пытаясь ухватить, Дабы поймать природы выраженье И ощущений лёгкое скольженье. В застывший зримый образ Воплотить... |
| Декабрь 2011  | «Ткань мирознания». Гобелены и роспись по ткани: Белоусова Елена. |
| Декабрь 2011  | «Алиса в Стране Чудес». Книга Льюиса Кэрролла в иллюстрациях петербургских художников. В поисках иной Алисы. |
| Январь 2012   | «ЭДЕМиЯ». Живопись: Луминица Табурца. |
| Апрель 2012   | «Билет в бесконечность». Монотипии, графика: Левитин Валентин. Валентин Левитин - одна из самых значительных фигур в художественной жизни Ленинграда - Петербурга второй половины XX века. |
| Март 2012     | «Многогранность тишины». Живопись: Додон Александр. |

## Участие в международных проектах
1. Пятый международный фестиваль монотипии Страны-участники: Финляндия, Германия, Италия, Украина.
2. «Полевая почта. Фронтовые письма». Акварели Т. Яссиевич, Нидерланды. Картины 1940-50-х гг. и письма с фронта Н. Яссиевича (1902—1976). Посвящение 65 годовщине победы во Второй мировой войне[9].
3. Десятый фестиваль «Японская весна» в Санкт-Петербурге Список мероприятий в Excel (недоступная ссылка) — Куратор Г. Сергеева отделение Ikebana International № 263. При участии Генерального консульства Японии в Петербурге.
4. Выставка «Космос внутри и снаружи» посвященная году 50-летия полета Ю.Гагарина. При поддержке Комитета по культуре Правительства Санкт-Петербурга и Федерации Космонавтики России. Официальный сайт Союза Художников. В рамках выставки «Космос снаружи и внутри» в Санкт-Петербургском союзе художников центр графики, живописи и дизайна «StArtАкадемия» представляет американского художника Рипа Гриффита и выставку его фрактальной фотографии «Через тернии…»

### Особо значимые мероприятия
мемориальная выставка (недоступная ссылка) графики, личных вещей Е. С. Кругликовой (1865 −1941) и её учеников. Куратор — искусствовед, доцент Т. П. Чаговец:
«В экспозиции представлены графические и живописные работы Е. С. Кругликовой, созданные в Париже, Ленинграде, а также редко показываемые публике портреты родных, выполненные в технике масляной живописи. Впервые демонстрируются скульптурный портрет Мазура 1905 года, и графические портреты Кругликовой кисти учеников и друзей. В силуэтах запечатлен облик многих известных поэтов, писателей, художников, друзей и родных. В монотипиях и гравюрах Кругликова воплощает на этюдах образ города начала века, совместно с А. П. Остроумовой-Лебедевой, иллюстрирует книги, помогает в организации театра марионеток в содружестве с Л. Яковлевой-Шапориной. Интересны поиски Кругликовой в жанре агитационного плаката и новые решения в гравюре, она с 1920-х годов работает в техниках сухой иглы по целлулоиду и чёрной манере (меццо-тинто) в сочетании с акватинтой, линогравюре.
Среди непосредственных учеников называют: М. А. Волошина, М. А Доброва, Л. В. Яковлеву-Шапорину, супругов И. С. Ефимова и Н. Я. Симонович-Ефимову, К. Е. Костенко, В. П. Белкина, П. А. Смелова, Б. Н. Матвеева, Е. Н. Давиденко, А. П. Шнейдер».

### Некоторые художники StArt Галереи
- Татьяна Яссиевич, Нидерланды.
- Владислав Кетов
- Арина Даур
- Марина Красильникова
- Пётр Рейхет, Россия.
- Сергей Белоусов
- Антон Овсяников
- Надежда Касаткина